# Complesso residenziale Giancarlo De Carlo a Mazzorbo

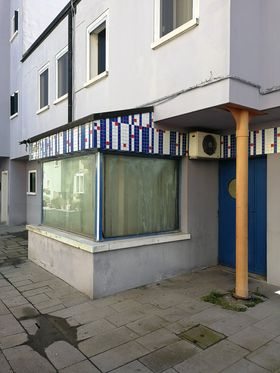
Edificio che si affaccia sulla via principale del complesso

Il complesso residenziale di Giancarlo De Carlo è situato a Mazzorbo, una delle isole della Laguna Veneta, a dieci chilometri da Venezia, e fu realizzato fra il 1980 e il 1997. L'isola di Mazzorbo è collegata alla più famosa isola di Burano attraverso un ponte percorribile solamente da pedoni.

## Storia

### Dall'antichità all'Ottocento
In questa parte della laguna Veneta esisteva un insediamento risalente già al I secolo d.C., come è emerso da una campagna di scavi archeologici fatta negli anni Sessanta nella vicina isola di Torcello. Nel V-VI secolo d.C., le popolazioni della zona furono costrette a trasferirsi altrove a causa delle avversità climatiche. Dal 568 d.C., anno dell'invasione dei Barbari, si assistette invece a un ritorno della popolazione sull'isola. La laguna veneta non venne purtroppo descritta dalla cartografia in alcun modo prima del IX secolo d.C. Il territorio dove sorge l'isola di Mazzorbo subì frequenti alluvioni e inondazioni che causarono anche la sparizione di alcune isole. Questa peculiarità causò lo spostamento di alcune chiese dalla vicina isola di Costanziaco alle isole di Mazzorbo e Torcello.
In seguito Mazzorbo fu un importante centro del Grande Emporio di Torcello, anche se attualmente sull'isola non sono presenti tracce delle sue antiche costruzioni. Le attività commerciali sull'isola erano molto importanti, tanto da renderla un fondamentale centro del commercio nell'area nord della laguna. Più o meno verso l'anno 1000 però, Rialto cominciò ad assumere il controllo del commercio lagunare e Mazzorbo perse il suo ruolo. L'isola divenne però il centro della vita religiosa. Inoltre Mazzorbo, durante i secoli che vanno dall'XI al XIV fu al centro di un'importante attività di lavorazione del sale. Gli scavi archeologici dimostrarono la presenza di numerosi mulini.
L'isola perse importanza anche durante l'Età napoleonica, quando il 28 luglio del 1806, un decreto del viceré Eugenio di Beauharnais, figliastro di Napoleone, ordinò la chiusura di 34 monasteri fra Venezia, Murano, Torcello, Burano e Mazzorbo. A Mazzorbo vennero interessati il monastero di San Maffio e quello di Santa Caterina.

### Il nome dell'isola
Il nome delle isole di questa porzione della laguna deriverebbe, secondo la Chronica di Andrea Dandolo, dai nomi delle sei porte della città romana di Altino. I nomi delle porte sarebbero appunto stati: Torcellum, Majorbium, Buranum, Amorianum, Costantiacum, Ammianum.. Flaminio Corner invece, nelle sue notizie storiche sulle chiese, scrisse che l'isola era abitata dagli altiniesi e che in memoria di una della porta della loro città, quella che conduceva al "maggior borgo" e si chiamava Majurbio, chiamarono l'isola così. Il nome poi si corruppe in "Mazorbo".

## Il progetto di Giancarlo De Carlo
Il lavoro di Giancarlo De Carlo fa parte del Piano per l’Edilizia Economica Popolare (PEEP) di Burano e Mazzorbo e venne approvato dal Comune di Venezia il 26 ottobre 1979. Il PEEP si proponeva di restaurare l’edilizia residenziale storica di Burano e di costruire 150 alloggi a Mazzorbo, per rallentare la fuga degli abitanti di Mazzorbo e di Burano verso Venezia e Mestre.
Un tale progetto si rivelò molto ambizioso da realizzare a Mazzorbo, in quanto nell'isola è totalmente assente il sistema dei canali interni, una delle caratteristiche regolatrici degli insediamenti nella laguna. Per stabilire un legame con l’acqua De Carlo intervenne sull’unico canale interno, riqualificandolo, e sconfinò dall’area del piano PEEP con due camminamenti verso la laguna. Il 30 marzo del 1984 l’Amministrazione approvò il progetto. Il piano venne però realizzato solo in piccola parte (36 alloggi, meno di un terzo del previsto) perché la Commissione per la salvaguardia del Comune di Venezia interruppe l’operazione ritenuta troppo vasta. Le prime case vennero ultimate solo nell’estate del 1985.
Inoltre gli abitanti delle “casermette” degli anni Trenta di proprietà dello Iacp e delle baracche abusive nelle vicinanze non accettarono di trasferirsi nei nuovi appartamenti di De Carlo. Le “casermette” e le abitazioni abusive non saranno demolite. Quello che vediamo ora è quindi solamente una parte di quello che il progetto di De Carlo aveva in mente per l'isola di Mazzorbo.

### I limiti del progetto
Il progetto avrebbe voluto riprendere la relazione fra abitazione e laguna che già si riscontra nell'adiacente isola di Burano. Questo risultò però difficile in quanto ci si trovò in presenza di muraglioni di contenimento delle acque. Un altro limite del ripristino di tale rapporto all'interno delle progettazioni di De Carlo si trovò nel fatto che sull'isola di Mazzorbo furono interrati alcuni canali che sarebbero potuti servire come guida naturale per tracciare le linee dell'insediamento. Questo a Burano non avvenne.

## L'area
I margini dell'isola verso Burano, dove sorgono le abitazioni di De Carlo, sono più alti rispetto agli altri, perché vennero irrobustiti con delle strutture murarie di sostegno. Negli anni Trenta, proprio in questa zona, furono edificate cinque abitazioni bifamiliari, che vennero in seguito demolite a causa delle loro strutture scadenti. Nei terreni circostanti le cinque abitazioni bifamiliari sorsero però altre piccole abitazioni, edificate in maniera abusiva, le cosiddette "casermette". Gli abitanti di queste piccole baracche erano inizialmente nuclei familiari provenienti dall'adiacente isola di Burano. La presenza di questo gruppo di "casermette" costituì un impedimento alla realizzazione di alcune parti del progetto iniziale di De Carlo. Gli abitanti delle "casermette" si dedicavano principalmente alla pesca e alla coltivazione di piccoli orti.
Gli insediamenti abitativi di Mazzorbo prima dell'arrivo del progetto dell'architetto genovese erano costituiti da unità abitative singole e staccate una dall'altra, unite spesso da magazzini e piccoli capanni. 

## Le abitazioni

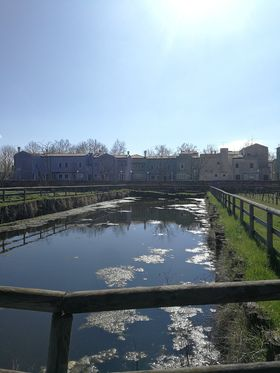
Il complesso residenziale visto dagli Orti di Venissa,

Il complesso si espande a partire da una strada centrale dove troviamo le attività commerciali, i porticati e alla quale si intersecano perpendicolarmente le calli laterali. Dietro alle case affacciate sulla via principale possiamo incontrare campi e campielli. Le due aperture ai lati del complesso si affacciano sul viale alberato, dalla parte di Burano e sulla laguna, dalla parte opposta. Per le pavimentazioni si cercò di usare gli stessi materiali utilizzati a Burano e Venezia.
Le abitazioni di Giancarlo De Carlo a Mazzorbo non superano mai i dieci metri di altezza; si sviluppano in case a due o tre piani con la zona giorno al piano terra e le camere da letto ai piani superiori. Le varie tipologie di abitazioni, per forma e per grandezza, generano il modello strutturale composto da muri portanti disposti in modo da creare gli ambienti desiderati. Le tre unità edilizie di 45,70 e 95 metri quadrati vengono adattate rispetto alla loro posizione nel progetto, modificando l'ingresso o l'affaccio. Le murature molto semplici in mattoni forati, vengono rivestite esternamente con l'intonaco colorato, mentre all'interno con un tavolato in legno. I colori dell'intonaco richiamano le abitazioni di Burano, sono però molto più tenui per valorizzare la luce soffusa della laguna.
«Il rapporto tra pieni e vuoti si sistema, nelle case di Burano, in un equilibrio miracoloso; come del resto capita spesso nell’architettura popolare che ancora sopravvive incontaminata».
Citazione di Giancarlo De Carlo
Il complesso residenziale, grazie al linguaggio moderno con cui venne costruito, si colloca in maniera equilibrata fra terra, acqua e cielo, elementi caratteristici della laguna Veneta.